# Snihourivka
Snihourivka (en ukrainien : Снігурівка) ou Sniguiriovka (en russe : Снигирёвка) est une ville du raïon de Bachtanka, oblast de Mykolaïv en Ukraine. Sa population s'élevait à 6 000 habitants.

## Géographie

### Situation
Snihourivka est située sur la rive droite de l'Inhoulets, un affluent du Dniepr, à 48 km au nord-nord-est de Kherson, à 62 km à l'est de Mykolaïv, à 104 km au sud-sud-ouest de Kryvyï Rih et à 411 km au sud-sud-est de Kiev.

### Transports
Snihourivka se trouve à 70 km de Mykolaïv par la route et à 60 km par le chemin de fer. La gare de Snihourivka a été construite en 1911.

## Histoire

### Origine
Snihourivka a été fondée en 1812.

### XXIesiècle
Depuis le 17 juillet 2020, Snihourivka fait partie du raïon de Bachtanka.

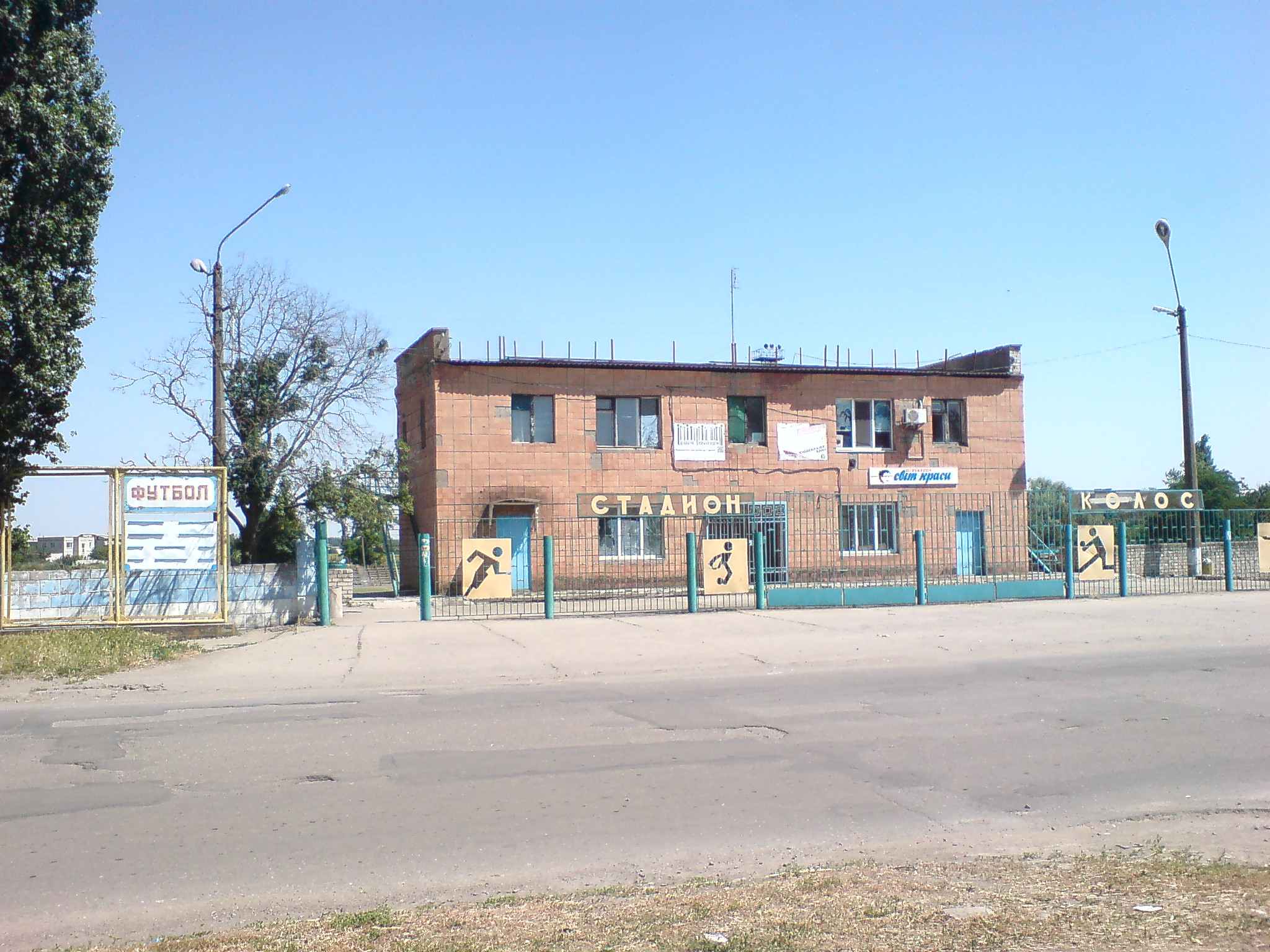
L'entrée de son stade.

Durant l'invasion de l'Ukraine par la Russie en 2022, Snihourivka est bombardée puis capturée par les forces russes le 19 mars 2022 lors de la bataille de Mykolaïv. Les Ukrainiens libèrent et entrent dans une partie de la ville à partir du 3 octobre 2022.

## Population
Recensements (*) ou estimations de la population :
| 1959*  | 1970*  | 1979*  | 1989*  | 2001*  |
| ------ | ------ | ------ | ------ | ------ |
| 13 640 | 15 345 | 17 573 | 17 506 | 15 447 |

| 2009   | 2010   | 2011   | 2012   | 2013   |
| ------ | ------ | ------ | ------ | ------ |
| 13 855 | 13 642 | 13 454 | 13 318 | 13 131 |

| 2014   | 2015   | 2016   | 2017   | 2018   |
| ------ | ------ | ------ | ------ | ------ |
| 12 992 | 12 969 | 12 837 | 12 683 | 12 613 |

| 2019   | 2020   | 2021   | 2022   | - |
| ------ | ------ | ------ | ------ | - |
| 12 505 | 12 432 | 12 307 | 12 045 | - |